# Samuel Oton Sidin

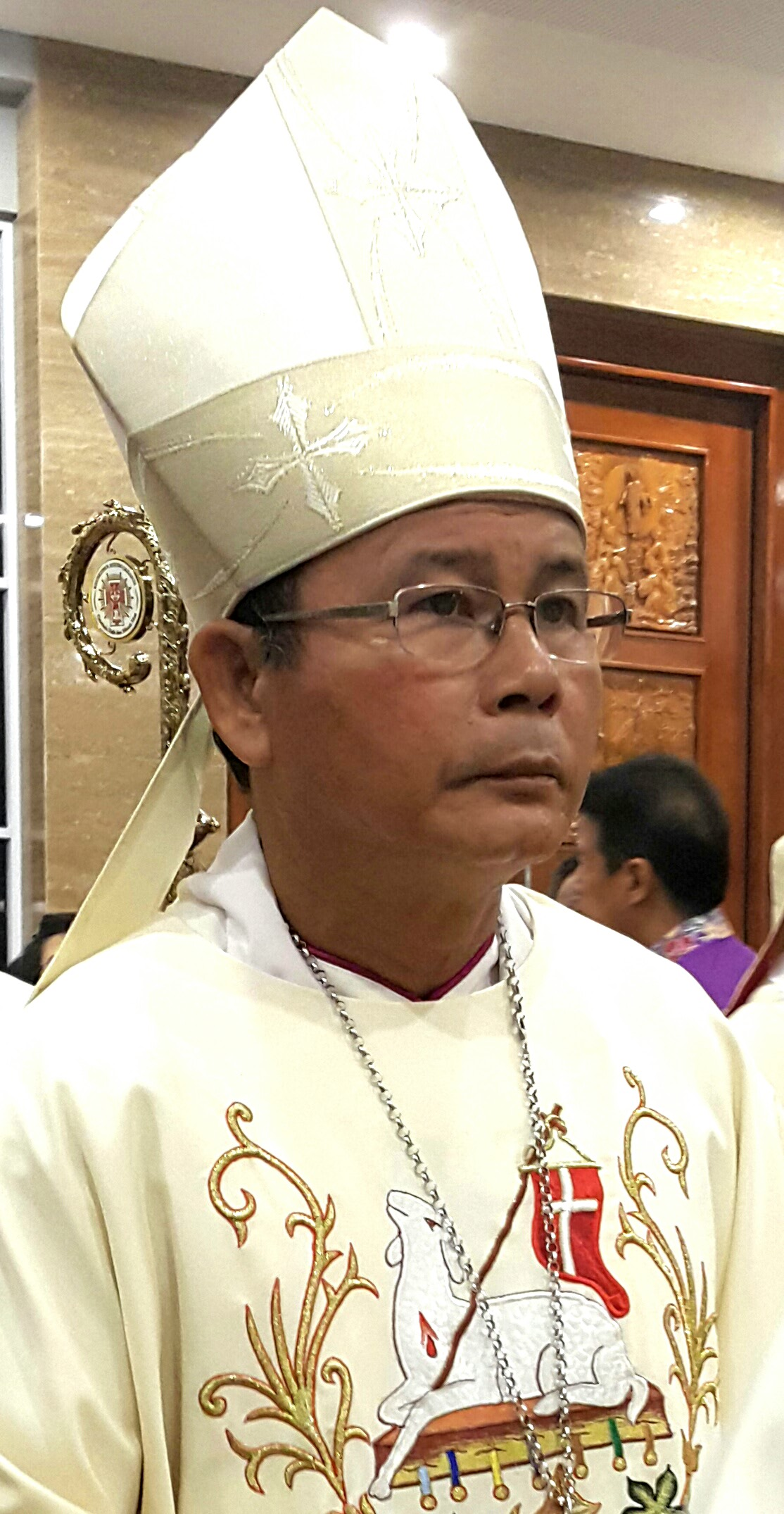
Samuel Oton Sidin, 2017

Samuel Oton Sidin OFMCap (* 12. Dezember 1954 in Pontianak, Indonesien) ist ein indonesischer Ordensgeistlicher und römisch-katholischer Bischof von Sintang.

## Leben
Samuel Oton Sidin trat der Ordensgemeinschaft der Kapuziner bei und empfing am 1. Juli 1984 das Sakrament der Priesterweihe.
Am 21. Dezember 2016 ernannte ihn Papst Franziskus zum Bischof von Sintang. Sein Amtsvorgänger Agustinus Agus, Erzbischof von Pontianak, spendete ihm am 22. März des folgenden Jahres die Bischofsweihe. Mitkonsekratoren waren der Bischof von Ketapang, Pius Riana Prapdi, und der Bischof von Sanggau, Giulio Mencuccini CP.